# Попов, Николай Петрович (генерал-майор)
Николай Петрович Попов (1858—1926) — российский военный деятель и педагог, генерал-майор. Директор Петровского Полтавского кадетского корпуса (1905—1911).

## Биография
Родился 13 апреля 1858 года в Рязани.
В 1875 году после окончания Петровской Полтавской военной гимназии поступил в Михайловское артиллерийское училище после окончания которого в 1878 году с отличием по I разряду был произведен в подпоручики гвардии и выпущен в 3-ю гвардейскую и гренадерскую артиллерийскую бригаду в составе 3-й гвардейской пехотной дивизии. В 1878 году был произведён в поручики гвардии.
В 1885 году после окончания Михайловской артиллерийской академии с отличием по I разряду был произведён в  штабс-капитаны и направлен в Главное артиллерийское управление где был назначен на должность помощника делопроизводителя Артиллерийского комитета.  В 1889 году произведён в капитаны. В 1895 году был назначен командиром полубатареи 23-й артиллерийской бригады в составе 23-й пехотной дивизии.

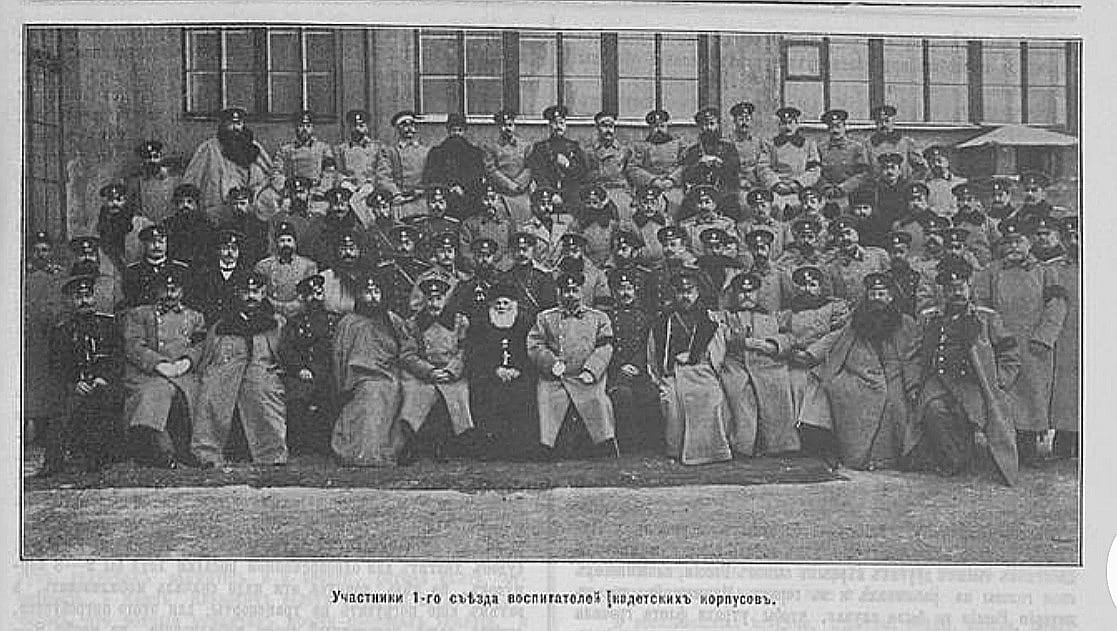
Первый ряд: А.И. Калишевский, Н.А. Хамин, Е.Е. Семашкевич, П.Н. Лазарев-Станищев, В.В. Римский-Корсаков, В. Э. Данкварт, В.А. Шильдер, Л.П. Войшин-Мурдас-Жилинский, Н.А. Радкевич, В.В. Григоров, Н. П. Попов, В.М. Кох. Второй ряд: Н.А. Зотов, М.Л. Салатко-Петрище, Н.Д. Казанцев, К.П. Сангайло, В.В. Цытович, М.А. Трубников, В. И. Греков, А.В. Полторацкий, Г.Ф. Гирс, А.Н. Зауервейд, Е.И. Глотов, А.Ф Вячеслов, И.И. Рыковский, Н.К. Михайловский, В.Д. Языков, А.Л. Вильке, Д.А. Агищев, Н.Н. Бахтин, А.Н. Антонов, Е.А. Заржецкий. Третий ряд: М.А. Угрюмов, Н.Г. Лукирский, В.В. Гаврилович, Ф.В. Гринев, Б.А. Вильбоа, В.П. Дзякович, И.А. Завадский, Г.Д. Дитерихс, М.И. Мягков, В.И. Попов-Азотов, Н.Л. Хитрин, В.О. Плошинский, А.С. Азарьев, Н.Д. Коптев, В.А. Муромцев, Ф.Н. Доннер, В.В. Смирнов, А.Д. Ромашкевич, Н.Н. Купчинский, М.А. Сафонов. Четвёртый ряд: К.К. Лютер, Н.С. Желязовский, В.С. Лавров, Б.А. Гартвиг, А.С. Манучаров, В.И. Бурков, Т.В. Львов, П.П. Шаховской, В.С. Яковлев, В.Д. Чемякин, П.П. Черепанов, И.Г. Денисов, В.В. Татаринов, Н.В. Петров. Санкт-Петербург. 1908 год

В 1895 году был  переведён в Главное управление военно-учебных заведений и назначен штатным преподавателем Пажеского корпуса. В 1897 году был произведён в подполковники, а в 1901 году за отличие по службе в полковники. С 1903 по 1904 год — инспектор классов Суворовского кадетского корпуса. С 1904 по 1905 год — инспектор классов Николаевского кадетского корпуса. С 1905 по 1911 год — директор Петровского Полтавского кадетского корпуса. В 1908 году за отличие по службе был произведён в генерал-майоры. С 22 по 31 декабря 1908 года Н. П. Попов в качестве обязательного участника был  представителем от Петровского Полтавского кадетского корпуса на Первом съезде офицеров-воспитателей кадетских корпусов.
В 1911 году уволен от военной службы по домашним обстоятельствам. С 1914 года после начала Первой мировой войны вновь был определён на действительную военную службу, состоял в резерве чинов при штабах Кавказского и Двинского военных округов. После октябрьской революции 1917 года покинул Россию, находился в эмиграции во Франции.
Скончался 3 июня 1926 в Монтобане во Франции.

## Награды
- Орден Святого Станислава 3-й степени
- Орден Святой Анны 3-й степени
- Орден Святого Станислава 2-й степени
- Орден Святой Анны 2-й степени
- Орден Святого Владимира 4-й степени
- Орден Святого Владимира 3-й степени